# Leb wohl, Mister Chips!
Leb wohl, Mister Chips (Originaltitel: Goodbye, Mr. Chips) ist eine Novelle des britischen Autors James Hilton aus dem Jahr 1934 über die Lebensgeschichte des Lehrers Mr. Chipping. Die Geschichte entwickelte sich zu einem internationalen Verkaufserfolg und wurde mehrfach für Film, Theater und Radio adaptiert.

## Handlung
England in den 1930er-Jahren: Der ehemalige Lehrer Mr. Chipping – genannt „Chips“ – verlebt seinen Ruhestand nahe seiner alten Wirkungsstätte, der Schule Brookfield, im Haus von Mrs. Wickett. Den rüstigen Herrn von Mitte Achtzig überkommen viele bittersüße Erinnerungen an sein fast vollendetes Leben, das nach außen vielleicht eintönig und ereignislos erscheint, aber voller lebhafter Erlebnisse war.
Geboren 1848, wird Chips im Jahr 1870 Lehrer für Latein und Griechisch auf dem Internat Brookfield, das in einem gleichnamigen kleinen Dorf in den Fens gelegen ist. Brookfield besitzt den Ruf einer guten zweitrangigen Schule mit ein paar angesehenen Familien, die von Generation zu Generation ihre Kinder dorthin schicken, sodass Chips im Laufe seines Lebens die Kinder und Enkel seiner ehemaligen Schüler trifft. Da Chips zuvor an einer anderen Schule wegen mangelnder Disziplin in seinem Unterricht gescheitert war, umgibt er sich in seinen ersten Jahren auf Brookfield mit einer Aura aus Strenge und Unantastbarkeit, nur sehr gelegentlich schimmert etwas Humor durch. In den 1890er-Jahren lernt er während eines Urlaubs am Lake District die deutlich jüngere, lebensfrohe Katherine kennen. Sie heiraten bald darauf und Katherine wird nicht nur bei Schülern und Lehrern in Brookfield beliebt, sondern schafft es auch, aus Chips einen zugänglicheren und offeneren Menschen zu machen. Chips zeigt nun häufiger seinen Humor und wird schließlich zu einem wirklich beliebten Lehrer. Katherine stirbt allerdings schon 1898, nach nur wenigen Jahren Ehe, bei der Geburt ihres tot geborenen Kindes.
Mit den Jahren gilt Chips in Brookfield immer mehr als feste Institution. Obwohl er die meiste Zeit seines Lebens im beschaulichen Brookfield verbringt, wird sein Leben doch von Ereignissen zwischen dem Deutsch-Französischen Krieg und dem Börsenkrach berührt. Er überlebt viele seiner ehemaligen Schüler, die in verschiedenen Kriegen fallen, und legt sich mit einem jungen Schuldirektor an, der neue Unterrichtsmethoden vorschreiben möchte. Nachdem er 1913 eigentlich schon in den Ruhestand eingetreten war, wird Chips mit Beginn des Ersten Weltkrieges und dem daraus entstehenden Fehlen von Lehrkräften nochmal reaktiviert. Als der Direktor von Brookfield 1917 stirbt, wird Chips auf Kriegsdauer zum inoffiziellen Schuldirektor, den offiziellen Titel möchte er allerdings aus Bescheidenheit nicht annehmen. Einige Leute sind verwundert, als er auch den Kriegstod von Herrn Stäfel, der vor dem Krieg als Deutschlehrer in Brookfield gearbeitet hatte, verkündet, obgleich dieser auf deutscher und damit feindlicher Seite gekämpft hatte. Eines Abends behält Chips während eines Bombenangriffs die Ruhe und fährt zum Erstaunen seiner Schüler unbeirrt mit seinem Lateinunterricht fort, mit der Begründung, dass die Dinge, die 2000 Jahre wichtig gewesen seien, sich nicht einfach so durch laute Geräusche verdrängen ließen.
Nach Ende des Weltkrieges begibt sich Chips endgültig in den Ruhestand und erhält gelegentlich Besuche von früheren und gegenwärtigen Schülern, die zur Teestunde vorbeikommen. An einem Novemberabend im Jahr 1933 liegt Chips plötzlich im Sterben. Freunde und Kollegen eilen herbei und ein Beistehender bedauert Chips dafür, dass dieser keine Kinder gehabt habe – woraufhin der alte Lehrer mit einem letzten Witz erwidert, dass er Tausende von Kindern gehabt habe, und alles Jungen. Noch einmal sieht Chips alle seine Schüler im Geiste vor sich.

## Hintergrund und Rezeption
Kurz nach der Veröffentlichung von Der verlorene Horizont schrieb James Hilton die Geschichte innerhalb von zwei Wochen im November 1933 für die Weihnachtsausgabe der Zeitung British Weekly. Als Inspiration für die Titelfigur dienten Hilton sein eigener Vater, der ein britischer Lehrer gewesen war, und eine Reihe von Lehrern, die ihn an der Leys School in Cambridge einst unterrichtet hatten. Als Hauptvorbild für Chips bezeichnete Hilton in späteren Jahren William Henry Balgarnie (1869–1951), der zwischen 1900 und 1930 in Leys unterrichtete.
Obwohl die Erzählung in England zunächst nicht sehr erfolgreich war, wurde sie als Goodbye, Mr. Chips von der Zeitung The Atlantic Monthly im April 1934 auch in den Vereinigten Staaten veröffentlicht, wo sie von den US-amerikanischen Lesern begeistert aufgenommen wurde. Nachdem man Goodbye, Mr. Chips zwei Monate später auch als Kurzroman bei Little, Brown and Company herausgebracht hatte, nahmen englische Kritiker Hiltons Werk erneut unter die Lupe und erklärten es zu einem Meisterwerk. So entwickelte sich die Novelle zum Durchbruch für Autor Hilton, der insbesondere für seine Zelebrierung der englischen Lebensart und seiner ehrlichen Darstellung der Gesellschaft im frühen 20. Jahrhundert bekannt war. Sein kurz zuvor erschienener Roman Der verlorene Horizont, der bis dahin nur mittelmäßige Verkaufszahlen hatte, wurde im Zuge der Aufregung um Goodbye, Mr. Chips ebenfalls in die Bestseller-Listen gespült und entwickelte sich zu einem zweiten Welterfolg von Hilton.
Deutschsprachig erschien der Roman erstmals 1936 unter dem Titel Leb wohl, alter Chips! im Herbert Reichner Verlag, übersetzt von Herberth E. Herlitschka. In späteren Ausgaben verschiedener Verlage erschien das Werk als Leb wohl, Mr. Chips! oder Leb wohl, Mister Chips!.
Die Zeit schrieb im Januar 1952 über Hiltons Roman:

„Es ist ein weiter Weg von dem Kloster „Irgendwo in Tibet“ mit seinen Rezepten für ewige Jugend bis zu dem englischen Durchschnittsinternat Brookfield, in dem James Hilton den Durchschnittshumanisten Chipping, von den Schülern Chips genannt, Jahrzehnte seines einförmigen Lehrerdaseins verbringen läßt. Dort eine phantastische Welt in erhabener Natur und jenseits der Zeit, hier das genaue Bild des englischen Schullebens in den Jahrzehnten von 1870 bis 1930. Aber das Grundmotiv ist beiden Romanen gemeinsam: die Dauerhaftigkeit des humanistischen Geistes im Wechsel der Generationen. Chips ist weder ein bedeutender Pädagoge noch ein großer Lateiner, aber er ist die inkarnierte Tradition, und die Schüler, auch ihrerseits keine besonderen Leuchten, danken es ihm, indem sie ihn in ihre Scherze einbeziehen und ihm gegen die Reformversuche eines jungen Direktors beistehen. Ein sehr englisches Buch in seinem nüchternen Witz und seiner stillen Güte, und doch ein kleines Stück Weltliteratur.“

## Adaptionen
Bereits ab den 1930er-Jahren erschienen verschiedene Radio- und Theateradaptionen des Stückes. In Cecil B. DeMilles Radioproduktion Lux Radio Theatre wirkten im Jahr 1939 Laurence Olivier als Chips und Edna Best als Katherine mit.
Ebenfalls 1939 erschien unter Regie von Sam Wood die Verfilmung Auf Wiedersehen, Mr. Chips mit Robert Donat und Greer Garson in den Hauptrollen. Die weitgehend werkgetreue Verfilmung wurde ein internationaler Erfolg und Donat gewann für seine Darstellung des Chips den Oscar als Bester Hauptdarsteller.
1969 kam unter Regie von Herbert Ross die Musicalverfilmung Goodbye, Mr. Chips mit Peter O’Toole und Petula Clark in den Hauptrollen in die Kinos. Ross’ Version nahm einige Änderungen am Stoff vor und baute die Rolle der Katherine deutlich aus. O’Toole wurde mit dem Golden Globe Award als Bester Hauptdarsteller – Komödie oder Musical ausgezeichnet.
1984 entstand eine sechsteilige Miniserie des BBC mit Roy Marsden und Jill Meager in den Hauptrollen.
2002 entstand ein weiterer Fernsehfilm mit Martin Clunes und Victoria Hamilton in den Hauptrollen.